# Иде (посёлок)
Иде (яп. 井手町 Идэ-тё:) — посёлок в Японии, находящийся в уезде Цудзуки префектуры Киото. Площадь посёлка составляет 18,04 км², население — 7411 человек (1 октября 2020), плотность населения — 410,81 чел./км².

## Географическое положение
Посёлок расположен на острове Хонсю в префектуре Киото региона Кинки. С ним граничат города Дзёё, Кётанабе, Кидзугава и посёлки Удзитавара, Вадзука, Сейка.

## Население
Население посёлка составляет 7411 человек (1 октября 2020), а плотность — 410,81 чел./км². Изменение численности населения с 1980 по 2005 годы:
| 1970 | 8560 чел. |  |
| 1975 | 9112 чел. |  |
| 1980 | 9258 чел. |  |
| 1985 | 9316 чел. |  |
| 1990 | 9234 чел. |  |
| 1995 | 9438 чел. |  |
| 2000 | 9102 чел. |  |
| 2005 | 8951 чел. |  |
| 2010 | 8447 чел. |  |
| 2015 | 7910 чел. |  |

## Символика
Деревом посёлка считается Chamaecyparis obtusa, цветком — керрия.